# میتا واشیشت
میتا واشیشت (به انگلیسی: Mita Vashisht) (زاده ۲ نوامبر ۱۹۶۷) بازیگر هندی است.
از کارهای معروف او می‌توان به بازی در فیلم کانچی، قبل از عروسی، دختران تقویم، دوست، با من دوست میشی، موسیقی راک، سرزمین جوانان و خائن اشاره کرد.